# Panasonic Lumix DMC-FZ2000
FZ1000
Le Panasonic Lumix DMC-FZ2000 (également appelé FZ2500 aux États-Unis) est un appareil photographique numérique de type Bridge de la marque Panasonic sorti en 2016. Il possède un capteur BSI-CMOS 1" de 20 mégapixels au format 3:2 et un objectif fabriqué par Leica de distance focale équivalente en 35 mm à 24-480 mm avec une ouverture maximale de f/2.8 à f/4.5 (f/4 à partir d'environ 400 mm) et minimale de f/11. Il possède une sensibilité ISO comprise entre 125 et 12800 (80-25600 ISO en sensibilité étendue), une vitesse d'obturation comprise entre 1/16000 s (obturateur électronique) ou 1/4000 s (obturateur mécanique) à 60 s et l'enregistrement au format RAW.
Il ne remplace pas le Panasonic Lumix DMC-FZ1000, mais le complète en corrigeant certaines lacunes ergonomiques et en recevant des fonctions vidéo avancées. Il est capable d'enregistrer des vidéos en UHD (4K) (DCI), avec un recadrage de l'image (facteur 1,5). Il possède un objectif zoom motorisé à longueur constante (une fois déployé) et un filtre ND intégré.